# Carl Frampton
Carl Frampton est un boxeur nord-irlandais né le 21 février 1987 à Belfast.

## Carrière
Champion d'Europe des poids super-coqs EBU après sa victoire au 9e round contre l'espagnol Kiko Martinez en 2013, il devient champion du monde de la catégorie le 6 septembre 2014 en battant le même adversaire aux points par décision unanime. Il conserve son titre en écartant l'américain Chris Avalos par arrêt de l'arbitre à la 5e reprise le 28 février 2015 à Belfast puis bat aux points Alejandro Gonzalez Jr le 18 juillet 2015 après avoir été compté deux fois lors du premier round. 
Frampton s'empare également de la ceinture WBA le 27 février 2016 après sa victoire aux points contre Scott Quigg puis il laisse ses ceintures vacantes en avril afin de disputer le titre mondial WBA des poids plumes le 30 juillet 2016 qu'il remporte aux points contre Leo Santa Cruz. Carl Frampton perd le combat revanche le 28 janvier 2017 aux points sur décision majoritaire. Il relance sa carrière l'année suivante en dominant aux points Nonito Donaire le 21 avril 2018 puis Luke Jackson en août avant de s'incliner contre Josh Warrington pour le titre IBF des poids plumes le 22 décembre 2018.
Frampton s'incline également le 3 avril 2021 contre Jamel Herring, champion WBO des poids super-plumes, par arrêt de l'arbitre au 6e round.

## Distinction
- Carl Frampton est élu boxeur de l'année en 2016 par Ring Magazine.